# Кутмічевіца

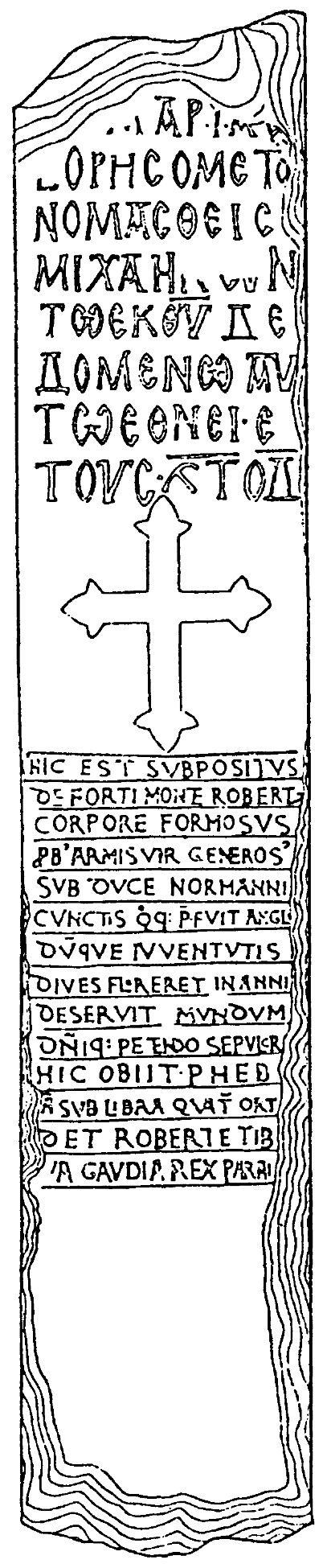
Напис від Баллш

Кутмічевіца є історичною територією в межах Першого болгарського царства. 
У вузькому розумінні вона охоплює сьогоднішню південну Албанію та південно-західну Македонію, а в більш широкому Македонії — узбережжя від Арти до Шкодри.